# Palaemon
Palaemon és un gènere de crustacis decàpodes de l'infraordre Caridea. Sovint hi ha problemes d'identificació entre les espècies, i el gènere ha sigut reorganitzat diverses vegades.

## Taxonomia
El gènere Palaemon, a juny de 2024, contenia un total de 95 espècies reconegudes. Aquí sota es presenta una llista no exhaustiva:
- Palaemon adspersus Rathke, 1836
- Palaemon affinis H. Milne Edwards, 1837
- Palaemon africanus (Balss, 1916)
- Palaemon annandalei (Kemp, 1917)
- Palaemon antennarius H. Milne Edwards, 1837
- Palaemon antrorum (Benedict, 1896)
- Palaemon argentinus (Nobili, 1901)
- Palaemon atrinubes (Bray, 1976)
- Palaemon audouini Heller, 1861
- Palaemon australis (Dakin, 1915)
- Palaemon camranhi (Nguyên, 1997)
- Palaemon capensis (de Man in Weber, 1897)
- Palaemon carinicauda Holthuis, 1950
- Palaemon carteri (Gordon, 1935)
- Palaemon colossus Tzomos & Koukouras, 2015
- Palaemon concinnus Dana, 1852
- Palaemon cummingi (Chace, 1954)
- Palaemon curvirostris Nguyên, 1992
- Palaemon debilis Dana, 1852
- Palaemon dolospinus Walker & Poore, 2003
- Palaemon elegans Rathke, 1836
- Palaemon floridanus Chace, 1942
- Palaemon gladiator Holthuis, 1950
- Palaemon gracilis (Smith, 1871)
- Palaemon gravieri (Yu, 1930)
- Palaemon guangdongensis Liu et al., 1990
- Palaemon hainanensis (Liang, 2000)
- Palaemon hancocki Holthuis, 1950
- Palaemon hiltoni (Schmitt, 1921)
- Palaemon hobbsi (Strenth, 1994)
- Palaemon intermedius (Stimpson, 1860)
- Palaemon ivonicus (Holthuis, 1950)
- Palaemon kadiakensis (Rathbun, 1902)
- Palaemon khori De Grave & Al-Maslamani, 2006
- Palaemon kwangtung De Grave & Ashelby, 2013
- Palaemon leucurus Ashelby et al. 2018
- Palaemon lindsayi (Villalobos Figueroa & H.H.Jr. Hobbs, 1974)
- Palaemon litoreus (McCulloch, 1909)
- Palaemon longirostris H. Milne Edwards, 1837
- Palaemon macrodactylus Rathbun, 1902
- Palaemon maculatus (Thallwitz, 1891)
- Palaemon mani (Sollaud, 1914)
- Palaemon mercedae (Pereira, 1986)
- Palaemon mesogenitor (Sollaud, 1912)
- Palaemon mesopotamicus (Pesta, 1913)
- Palaemon mexicanus (Strenth, 1976)
- Palaemon migratorius (Heller, 1862)
- Palaemon minos Tzomos & Koukouras, 2015
- Palaemon miyadii (Kubo, 1938)
- Palaemon modestus (Heller, 1862)
- Palaemon mundusnovus De Grave & Ashelby, 2013
- Palaemon northropi (Rankin, 1898)
- Palaemon octaviae (Chace, 1972)
- Palaemon ogasawaraensis Kato & Takeda, 1981
- Palaemon orientis Holthuis, 1950
- Palaemon ortmanni Rathbun, 1902
- Palaemon pacificus (Stimpson, 1860)
- Palaemon paivai Fausto Filho, 1967
- Palaemon paludosus (Gibbes, 1850)
- Palaemon pandaliformis (Stimpson, 1871)
- Palaemon paucidens De Haan, 1844
- Palaemon peringueyi (Stebbing, 1915)
- Palaemon peruanus Holthuis, 1950
- Palaemon powelli Ashelby & De Grave, 2009
- Palaemon pugio (Holthuis, 1949)
- Palaemon ritteri Holmes, 1895
- Palaemon schmitti (Holthuis, 1950)
- Palaemon semmelinkii (de Man, 1881)
- Palaemon septemtrionalis Katogi et al. 2019
- Palaemon serenus (Heller, 1862)
- Palaemon serratus (Pennant, 1777)
- Palaemon serrifer (Stimpson, 1860)
- Palaemon sewelli (Kemp, 1925)
- Palaemon sinensis (Sollaud, 1911)
- Palaemon styliferus H. Milne Edwards, 1840
- Palaemon suttkusi (Smalley, 1964)
- Palaemon tenuidactylus Liu et al., 1990
- Palaemon texanus (Strenth, 1976)
- Palaemon tonkinensis (Sollaud, 1914)
- Palaemon turcorum (Holthuis, 1961)
- Palaemon varians Leach, 1814
- Palaemon vicinus Ashelby, 2009
- Palaemon vietnamicus (Nguyên, 1992)
- Palaemon vulgaris Say, 1818
- Palaemon xinjiangensis (Liang, 2000)
- Palaemon xiphias Risso, 1816
- Palaemon yamashitai Fujino & Miyake, 1970
- Palaemon yuna Carvalho et al., 2014
- Palaemon zariquieyi (Sollaud, 1938)